# 宗教的迫害
宗教的迫害（しゅうきょうてきはくがい）とはある個人もしくは集団がもつ信仰を理由に、その個人や集団を差別いあいすることに始まり、社会権の制限などの軽微なものから、強制改宗・虐殺などを加えることである。迫害の対象となる信仰の内容は、諸宗教、無神論、その他の無宗教的有神論など多様で、多岐にわたっている。
近代に至って世界の各国で信教の自由が保障されるに至り、宗教的迫害は許されないものであるという合意が出来上がっているが、現在でも発展途上国、社会主義国家、イスラム国家などでの宗教的迫害が問題になっている。近代と比較して穏健化したキリスト教諸国においても散発的に迫害が起きており、宗教的迫害の解決策は見えていない。
厳密性の高い学術誌「政治に対する観点」に掲載された2020年の研究によると、宗教的マイノリティに対する認識が宗教的差別の引き金になるという。

## 世界宗教に対する迫害

### キリスト教
イエス・キリストは、伝道中に様々な迫害にあい、罪ある人間を救済するために自ら十字架にかけられ、復活する。このような超自然的であるイエスの奇跡は、キリスト教の根幹的な教義をなしている。また、キリスト教には複数の教派が存在し、一方の宗派が他方の宗派を異端と認定し迫害するという現象も起こっている。
325年のキリスト教会公会議ニカイア公会議で三位一体説が正統と決定されたため、キリストに人格を認めるネストリウス派は431年のエフェソス公会議において異端認定された。そのため、ネストリウス派は海外への布教をすすめ、教えを継承したアッシリア東方教会とカルデアカトリック教会が、現在は中東・アフリカで活動をしている。
キリスト教の盛んな布教は土着宗教との摩擦を産み、激しい迫害が起こった。ローマ帝国による弾圧、ベトナム王朝における弾圧、中国による弾圧、朝鮮半島における弾圧（丙寅教獄）、日本における隠れキリシタンへの弾圧などがあげられる。

### 仏教
開祖の釈迦は、弟子の提婆達多や瞿伽利尊者、善星比丘らから憎まれ、様々な迫害を受けた。とくに、提婆達多からは、毒殺される寸前となったこともあるとされる。仏教では、釈迦は、これらの迫害を乗り越えることによって悟りを確立することが出来たと説かれている。
仏教は、インドから中国に伝来したが、中国では、度重なる大規模な弾圧（三武一宗の法難）が行われ、とくに、唐代の会昌の廃仏は大規模であった。中国ではほとんどの経典が失われたが、本格的な弾圧の前に、空海が阿闍梨から胎蔵界と金剛界の灌頂を受け、日本に帰国した際に多くの経典を持ち帰った。

### 儒教
秦の時代のB.C.213年、焚書坑儒により、中国三大宗教の一つである儒教への弾圧が行われた。国中から儒教の経典である『六経』（『詩経』、『書経』、『易経』、『春秋』、『礼記』、『楽経』）が集められて燃やされた。楽経は、このときに完全に消失し後世に内容が伝わっていない。これは、中国史における最初の儒教大弾圧である。

## 近代国家による迫害の実例

### 社会主義国家

#### 中華人民共和国
中国では、中央政権の意に沿わない団体を、邪教と批判したり、弾圧したりすることがたびたび繰り返されている。中華人民共和国は無神論を唱える中国共産党により、中国の伝統気功である法輪功、チベット仏教、ウイグルの宗教等が、邪教と位置づけられ、弾圧されている。これについては、国際社会から、人権侵害であるという批判が起こっている。国外に脱出した修練者（学習者）や信徒により、人権侵害の訴えが各国でなされている。
- 法輪功

法輪功は多くの愛好者がいたが、1999年の「中南海事件」以降「610弁公室」などにより弾圧されるようになった。
2007年2月に、カナダ議会において、死刑判決で死亡した法輪功修練者のみならず、生きたままの法輪功修練者からも臓器を摘出し、売買されているという報告が、カナダの独立調査団から立証された。2007年国連報告書においても、国連人権委員会拷問問題の特別調査官マンフレッド・ノーワックの最新報告内容により、生体臓器狩りの実態などが明らかにされた。
- チベット仏教

中華人民共和国による、1951年の
チベット侵略以降、チベット仏教への激しい宗教弾圧が行われた。弾圧前のチベット仏教の信者は、120万以上ともいわれている。チベット弾圧の際、その土地の在来宗教であるチベット仏教への弾圧が徹底的に行われた。寺院6,000箇所が破壊され、経典はすべて焼却された。チベット仏教の信者は捉えられ、拷問、強姦、暴行により弾圧され、それでもなお信仰を捨てない信徒は虐殺されるという。 このような弾圧は、2015年時点でも続いているとされるが、政府により情報が国外に漏れることのないように厳しい規制がされており、確かな事実関係は判明していない。これに対し、ダライ・ラマ法王が、国際社会において、チベットの実態を伝える運動を行っている。
- ウイグル

中華人民共和国により、内モンゴル人民革命党粛清事件の一環として「中国共産党絶対化教育」が制定され、 固有の文化、歴史、言語等に加え、在来の宗教までもが弾圧された。ウイグル人にとっての宗教は、民族アイデンティティの根幹であり、中国によって民族浄化政策の効果的な手段として利用された。

#### アルバニア
1967年に中国のプロレタリア文化大革命に刺激されて「無神国家」を宣言、一切の宗教活動を禁止した。

### 日本

#### 近代
- 近代日本では、国家神道による廃仏毀釈運動や新宗教に対する弾圧が行われ、創価学会の前身である創価教育学会、PL教団の前身であるひとのみち教団、内村鑑三などが弾圧された。
- 日本国家最大の宗教弾圧は、新宗教大本への弾圧である。日本の内務省による、国策捜査として、二度にわたる大本事件が起こった。治安維持法が適用され、教団の聖地がダイナマイトで破壊されたり、宗祖や教祖が逮捕されるなどし、経典である『霊界物語』等は、発売頒布禁止処分となった。大本事件により、一時は150万人を超えると言われた大本信者が激減したが、大本の信者による多数の分派が生まれた。

#### 現代
- 2022年（令和４年）7月8日に安倍晋三元総理が銃撃を受けて暗殺されると、その犯人が旧統一協会二世であったことが注目され、読売テレビ放送『情報ライブ ミヤネ屋』（チーフプロデューサー内田昌宏）などテレビワイドショーなどマスコミ各社が連日にわたって旧統一協会の問題を取り上げ始めた[9]。２０２２年８月２５日には、統一協会信者女性が日本テレビ「２４時間テレビ」のボランティアに関わってきたことを非難されるような報道を受けて自殺未遂を起こしたと教団が発表した[10]。 2022年8月26日に河野太郎消費者担当相は霊感商法など悪質商法への対策検討会を立ち上げると発表し、同年10月17日、同検討会により「解散命令請求も視野に入れ、宗教法人法に基づく質問権などを行使する必要がある」との報告書が公表された。2022年10月19日には岸田文雄首相が国会において立憲民主党小西洋之氏への答弁で宗教法人法の解散命令を裁判所に請求する要件に「民法の不法行為も入り得る」と従来の解釈と異なる見解を述べた（18日の衆院予算委では、民法の不法行為は入らないとしていた）[11]。『サンデー毎日』１１月６日号の誌上対談で日本共産党の志位和夫委員長とジャーナリストの田原総一朗氏は「統一教会との最終戦争だ」と述べている [12] 。2022年11月24日には全国霊感商法対策弁護士連絡会の山口広、紀藤正樹らが参加する全国統一教会被害対策弁護団（団長村越進）が結成された[13] 。  2022年12月９日期限の文部科学省（永岡桂子大臣）の質問権行使の回答には旧統一協会から段ボール８箱分の回答が届いた。以降、2023年６月12日には6回目の質問権行使の回答文書がレターパック1通と宅配袋2個の計三つに分けて文化庁に届いた。2023年８月22には７回目の質問権行使の回答が文化庁に届いたが、同年９月６日文部科学省は回答のない項目が100以上あったとして、教団側に「過料」を科すよう東京地裁に7日に通知することを決めたと発表した。

- 統一教会の信者を拉致監禁して棄教を迫る、統一教会信徒の拉致監禁問題が継続して発生しており、国際人権NGOである 国境なき人権が独自の調査でその事実をつきとめ、日本政府に対応を勧告した 。大学における新宗教系サークル原理研究会(CARP)に対する対策が、世界日報など統一教会系のメディアに多く登場するジャーナリスト室生忠によって問題視され、「憲法違反も何のそのと信仰の個人情報を父兄に密告する広島大学職員」と題したレポートが月刊誌「財界にっぽん」に掲載された[14][15]。
- オウム真理教は国土法違反事件の強制捜査などを宗教弾圧であると批判、事件の全容が発覚しなかった1990年代前半においては多くの著名人がその主張に賛同していた[16]。一連の事件発覚後においても、事件を起こした教団の関係者であるという事で、事件に直接関わっていない一般信者や信者の家族等に対して一般生活に必要となる水道や下水等のインフラの開栓拒否及び就学の拒否等まで行うのは宗教弾圧に該当するのではないかという見解も一部であった。また後継教団のAleph信者の転入拒否問題について、映画監督の森達也らが批判している[17]。

## 参考資料
- ホーリネス･バンド弾圧史刊行会編『ホーリネス・バンドの軌跡:リバイバルとキリスト教弾圧』、新教出版社、1983年